# Фольбаум, Михаил Александрович
Михаил Александрович Фольбаум (Соколов-Соколинский) (22 октября [4 ноября] 1866 — 22 октября [4 ноября] 1916) — российский военачальник: генерал-лейтенант (1913); Бакинский градоначальник (1908), военный губернатор Семиреченской области (1908—1916).

## Биография
Этапы жизнедеятельности
Родился в православной семье российских немцев, государственного чиновника — надворного советника Санкт-Петербургской губернии. Общее образование получил, окончив Александровский кадетский корпус (1884).
В службу вступил 30 августа 1884 года юнкером рядового звания в 1-е военное Павловское училище. (Имя занесено на мраморную доску Павловского военного училища). Выпущен подпоручиком в Лейб-гвардии Павловский полк в 1886 году. В 1892 году окончил Николаевскую академию Генерального штаба (по 1-му разряду). Произведён в поручики гвардии 11.08.1890, в штабс-капитаны в 1892, — переименован в капитаны ГШ — 22.02.1893 и причислен в штат Генерального штаба (ГШ); произведён в чин подполковникa — 06.12.1896, полковникa — 06.12.1901, в чин генерал-майора — 18.10.1907, — генерал-лейтенантa — 14.04.1913.
Прохождение службы, должности: в Лейб-гвардии Павловском полку (1886—1893); начальник строевого отделения штаба Михайловской крепости (22.02.1893 — 06.12.1896); старший адъютант штаба Закаспийской области. (06. 12. 1896 — 20. 07. 1899); заведующий передвижением войск по железнодорожным и водным путям Туркестанского района (20.07 — 16.08.1899); начальник штаба: 7-го округа ОКПС (16.08.1899 — 04.10.1901), 30-й пехотной дивизии (04.10.1901 — 06.09.1904); командир: 275-го пехотного Хотинского полка (06.09.1904 — 26.01.1907), 82-го пехотного Дагестанского полка (26.01. — 18.10.1907); командующий тем же полком (18.10.1907 — 20.02.1908); Бакинский градоначальник (20.02. — 22.11.1908); Военный губернатор Семиреченской области Туркестанского генерал-губернаторства (сменил на этой должности генерал-лейтенанта В. И. Покотило), командующий войсками Cемиреченской области и наказной атаман Семиреченского казачьего Войска (с 22 ноября 1908 по 24 октября 1914; и с 29 сентября 1915 по день смерти 22.10.1916); начальник 3-й Сибирской стрелковой дивизии (24.10.1914 — 29.09.1915).

#### Усмирение мятежей 1905 года
13 июля 1905 года командирован со своим полком из места дислокации — г. Кишинёва Кишинёвского уезда Бессарабской губернии (ныне Молдова), в г. Одессу Одесского уезда Херсонской губернии (ныне Одесса Одесской области, Украина) для усмирения мятежа на броненосце «Князь Потёмкин-Таврический».
13 ноября 1905 года командирован со своим полком в г. Севастополь Севастопольского градоначальства Таврической губернии (ныне Республики Крым, РФ) для усмирения так называемого «Cевастопольского восстания» — мятежа, возглавляемого бывшим лейтенантом флота П. П. Шмидтом, за что его полк удостоился высшей благодарности.

#### Участие в 1-й мировой войне
В 1915 году, на театре военных действий Германского фронта, был ранен и отравлен газами при атаке германцами позиций у фольварка (хутор) Воля Шидловская, близ г. Болимов Скерневицкого уезда Варшавской губ. (ныне сельская гмина Болимув, Скерневицкого повята Лодзинского воеводства, Польша). Высочайшим приказом от 7 сентября 1916 года ему, ввиду того, в русской армии стали проявляться антигерманские настроения, было разрешено сменить свою фамилию, немецкого происхождения, на девичью фамилию матери и именоваться Соколов-Соколинский.

#### Усмирение «киргизского мятежа» 1916 года
В августе-сентябре 1916 года, являясь военным губернатором Семиреченской области, подавил так называемый «киргизский бунт» — вспыхнувший мятеж киргизского и другого коренного населения (в советской историографии — «Восстание в Семиречье 1916 года»), вызванный приказом Туркестанского генерал-губернатора от 08. 07. 1916 (на основании Высочайшего указа) о привлечении на время войны «к работам по устройству оборонительных сооружений и военных сообщений в районе действующей армии инородцев Российской Империи, освобождённых от воинской повинности, и в частности туземного населения Туркестанского края». Имея в своём распоряжении два полка: 3-й Семиреченский и 6-й Оренбургский казачьи полки, три Семиреченские отдельные казачьи сотни, три лёгкие батареи и две сводные роты, не дожидаясь подкрепления, дополнительно сформировал четыре ополченческие казачьи сотни и четыре дружины из местного русского населения действовал оперативно и решительно; участник тех событий генерал-майор М. Е. Ионов, вспоминал: «…все казаки-семиреки, до седовласого старца, были направлены в составе отдельных сотен и отрядов в глухие горные трущобы для поимки и разоружения многомиллионного мусульманского населения…». Умело перегруппировывал силы, прокладывая в сжатые сроки, новые коммуникации, не останавливаясь перед жёсткими мерами, — М. А. Фольбаум, проявив волю и решительность, нанёс мятежникам ряд крупных поражений, тем самым предотвратил гибель всего христианского населения края.

#### Смерть и судьба захоронения
22 октября 1916 года М. А. Фольбаум скоропостижно скончался в г. Верном от сердечного приступа; погребён в склепе у казачьего Софийского собора Большой Алма-Атинской станицы. Больше-Алматинское станичное общество ходатайствовало перед 1-м Семиреченским войсковым казачьим съездом о перезахоронении его праха «для избежания возможного его осквернения». 6 апреля 1917 года съезд постановил перенести прах усопшего на Мало-Алматинское станичное кладбище, руководствуясь тем соображением, что «земля эта казачья, войсковая». Захоронение было вскрыто, прах был перезахоронен на кладбище ст. Мало-Алматинской Верненского уезда (ныне в черте г. Алма-Аты). Повторное место погребения М. А. Фольбаума неизвестно, впоследствии, предположительно, могила была уничтожена по указанию руководства местной советской власти.

## Награды
- Орден Святого Станислава III степени (1894)
- Орден Святой Анны III степени (1896)
- Орден Святого Станислава II степени (1899)
- Орден Святой Анны II степени (1905)
- Орден Святого Владимира IV степени (1906)
- Орден Святого Владимира III степени (06.12.1910)
- Орден Святого Станислава I степени (06.12.1913)
- Георгиевское оружие(21.05.1915)
- Орден Святого Владимира II степени с мечами (ВП 12.07.1915)[4]

## Семья
- Брат: Александр Александрович Фольбаум (Фальбаум) (род.1864 — ум. после 1926) — гражданский инженер-архитектор: строил мосты и дамбы, строил и реконструировал церкви в Красноярске, в Енисейской губ.; после 1917 работал в Московской губернской плановой комиссии.
- Жена: Екатерина Павловна Образцова, дочь действительного статского советника; по другой версии дочь известного циркового актёра.
- Дети: Ирина (род. 08.06.1898), Софья (род. 01.06.1902), Александр, Алексей (род. 04.09.1908)[5], Наталья, Ольга.

## Память
Именем генерала М. А. Фольбаума названы:
- Фольбаумовская, казачья станица (в 1917 году переименована в Соколов-Соколинскую)— нас. пункт в Семиреченской области (ныне — Аралтобе, Алматинской обл. Казахстана).
- Озёрно-Фольбаумский, посёлок — нас. пункт в Пржевальском уезде Семиреченской области (ныне — Кутургу, Иссык-Кульской обл. Киргизии).